# Поташник Семен Ізраїльович
Семе́н Ізраї́льович Пота́шник (нар. 25 травня 1930, Олевськ — 20 січня 2025) — кандидат технічних наук (1988), професор (2004); ВАТ «Укргідроенерго», голова правління; член колегії Міністерства палива та енергетики України (з 2004); президент Асоціації «Укргідроенерго»; професор Українського державного університету водного господарства та природокористування.

## Життєпис
Народився 25 травня 1930 року, єврей.
Брав участь у розробці, будівництві та введенні в експлуатацію перших низьконапірних Київської і Канівської ГЕС з горизонтальними капсульними гідроагрегатами, першої Київської гідроакумулюючой електростанції (ГАЕС).
Автор (співавтор) понад 70 статей, монографії «Каскад Среднеднепровских ГЭС. Опыт освоения и эксплуатации» (1986), книги «Низконапорные гидроузлы с горизонтальными агрегатами» (1978), підручника «Гидротехнические сооружения» (2000, співавтор), 12 авторських свідоцтв.
Володіє англійською мовою. Захоплення: музика, література.

### Сім'я
- Батько — Ізраїль Аркадійович (1903–1987);
- Мати — Ольга Яківна (1904–1992);
- Дружина — Міра Ізраїлівна (1929), учитель російської мови і літератури, пенсіонер;
- Дочка — Жанна (1957), заступник директора департаменту ВАТ «Укргідроенерго».

### Освіта
- Київський політехнічний інститут, електротехнічний факультет (1947–1952), інженер-електрик, «Електричні станції, мережі і системи»; кандидатська дисертація «Дослідження підвищення ефективності низьконапірних гідроелектростанцій».

### Діяльність
- 09.1952 — 09.1956 — начальник зміни, інженер, старший інженер електролабораторії, старший інженер — керівник служби автоматики, старший інженер — керівник групи релейного захисту та автоматики, Усть-Кам'яногорська ГЕС, Східноказахстанська область, СРСР;
- 09.1956 — 08.1963 — старший інженер, заступник начальник техвідділу та інспекції, начальник електромашинного цеху, заступник головного інженера, в.о. головного інженера, Кременчуцька ГЕС, м.Світловодськ;
- 08.1963 — 12.1994 — начальник виробничо-технічного відділу, заступник головного інженера, головний інженер, Каскад Середньодніпровських ГЕС, м.Вишгород, Київська обл.;
- 12.1994 — 07.1995 — в.о. директора, Державне підприємство «Дніпрогідроенерго»;
- 07.1995 — голова правління — генеральний директор, Державна акціонерна гідроенергоґенерувальна компанія «Дніпрогідроенерго», м.Вишгород, Київська обл.;
- 02.2004 — голова правління, ДАК «Укргідроенерго»;
- 1983 — 1987 — депутат Київської облради;
- 1987 — 1997 — депутат, заступник голови Вишгородської міськради (на громадських засадах), голова постійної комісії;
- 03.1998 — кандидат в народні депутати України від ПНЕРУ (Партія національно-економічного розвитку України), № 36 у списку. На час виборів: голова правління державної акціонерної гідроенергоґенерувальної компанії «Дніпрогідроенерго» (м.Вишгород, Київська обл.)[2].

Член ряду громадських академій наук:
- АІНУ (12.1992);
- Академії будівництва України (10.1994);
- Української академії наук нац. прогресу (05.1994);
- Академії ек. кібернетики України (03.2000).

Член центрального правління Науково-технічної спілки енергетиків України; член правління Ради старійших енергетиків України (з 2002).

## Нагороди
- Медаль «За ефективне управління» (Міжнародна кадр. академія, 12.1999);
- Нагорода «За досягнення XX століття» (Міжнародний біограф. центр, 2000);
- «Людина 2000 року» (Міжнародний біограф. центр);
- Переможець Всеукраїнського конкурсу «Лідер паливно-енергетичного комплексу 2001» в номінації «Керівник підприємства»;
- Диплом номінанта видання «Золота книга ділової еліти України» (2001);
- Почесний енергетик СРСР (12.1991);
- Почесний енергетик України (05.2000);
- Заслужений енергетик України (12.1996)[3];
- Заслужений енергетик СНД (2002);
- Лауреат Державної премії УРСР (12.1972);
- Лауреат премії ім. академіка Б.Веденєєва (02.1985);
- Лауреат Державної премії України в галузі науки і техніки (12.2005);
- Орден Трудового Червоного Прапора (04.1971);
- Орден «За заслуги» III ст. (05.2000)[4];
- Герой України (з врученням ордена Держави, 01.10.2002);
- Срібна медаль «Незалежність України» II ст. (2002);
- Почесний громадянин міст: Вишгорода, Канева, Світловодська, Кам'янського, Олевська;
- Найкращий ТОП-менеджер України 2009 року [Архівовано 26 грудня 2009 у Wayback Machine.] у галузі Енергетика.
- Меморіальна дошка з іменем С. І. Поташника у м. Сокиряни Чернівецької області на приміщенні райлікарні.